# تونبوری

نقشه تاریخی تونبوری در رود چائو پرایا

تونبوری (تایلندی: ธนบุรี) ناحیه ای از بانکوک امروزی است. در دوران عهد پادشاهی آیوتایا، محل آن در کرانه (غربی) سمت راست در مدخل رود چائو پرایا است که آن را به یک پادگان شهر مهم، همانگونه که در نام شهر منعکس شده‌است: تون (به انگلیسی: thon) (ธน) یک واژه عاریه ای از پالی dhána به معنی توانگری و بوری (به انگلیسی: buri) (บุรี) از púra به معنی قلعه نظامی، تبدیل کرده بود. نام رسمی کامل آن تون بوری سی ماهاساموت (กรุงธนบุรีศรีมหาสมุทร)، شهر گنجینه‌های تزئین بخش اقیانوس (City of Treasures Gracing the Ocean) بود. برای نام غیررسمی آن، تاریخ بانکوک در دوران آیوتایا را مشاهده کنید. 